# Youngolidia delta
Youngolidia delta är en insektsart som beskrevs av Nielson 1992. Youngolidia delta ingår i släktet Youngolidia och familjen dvärgstritar. Inga underarter finns listade i Catalogue of Life.